# 5. Panzerarmee
 (février 2025).
Si vous disposez d'ouvrages ou d'articles de référence ou si vous connaissez des sites web de qualité traitant du thème abordé ici, merci de compléter l'article en donnant les références utiles à sa vérifiabilité et en les liant à la section « Notes et références ».
Pour les articles homonymes, voir 5e armée.
La 5. Panzerarmee ou 5e Panzerarmee en français : « 5e armée blindée » ou « 5e armée de panzers » , aussi connue comme Panzergruppe West ou Panzergruppe Eberbach, était une armée blindée allemande en activité d'abord en Afrique du Nord lors de la guerre du Désert puis en Europe sur le front de l'Ouest. Dissoute à l'issue des combats nord-africains, elle est reformée pour contrer le débarquement allié attendu dans le Nord-Ouest de l'Europe. À la suite du débarquement allié le 6 juin 1944, elle combattit sans relâche pendant toute la bataille de Normandie. Elle participa ensuite à l'offensive allemande dans les Ardennes. Les éléments restants de la 5e armée de panzers se sont rendus dans la poche de la Ruhr en avril 1945.

## Histoire

### Afrique du Nord
La 5. Panzerarmee fut créée le 8 décembre 1942 pour défendre la Tunisie, après le succès du débarquement des Alliés en Afrique du Nord. L'armée lutta aux côtés de la 1re armée italienne comme élément de l'Afrikakorps. Elle capitula le 13 mai 1943 avec son commandant Hans-Jürgen von Arnim. L'armée fut dissoute le 30 juin 1943.

### Normandie
La 5e armée de panzers fut reformée le 24 janvier 1944 comme réserve blindée pour l'OB West (Oberbefehlshaber West, commandement suprême Ouest) et fut connue sous le nom de « groupe blindé Ouest » (Panzergruppe West). La nouvelle armée fut placée sous les ordres du general der Panzertruppen Geyr von Schweppenburg. La méthode pour employer le Groupe blindé Ouest en cas de débarquement allié fut l'objet de nombreuses controverses au sein du commandement allemand, le maréchal von Rundstedt, commandant l'OB West, et le maréchal Rommel, commandant du groupe d'armées B ayant des vues différentes. Von Rundstedt pensait que le Groupe blindé devait se tenir en réserve, assez loin de la côte, pour pouvoir mener une contre-attaque massive lors de la pénétration alliée. Rommel lui était convaincu que la suprématie aérienne et l'artillerie alliées — dont il avait vu les effets à El Alamein en 1942 — ne permettraient pas aux Allemands de déplacer de grandes formations et insistait pour que les panzers soient déployés au plus près des côtes. En plus, Hitler refusait que les panzers soient engagés dans la bataille sans son autorisation explicite. 
Parmi les unités qui composent alors ce groupe, on peut citer :
- le 1er SS-Panzerkorps du SS-Oberstgruppenführer Sepp Dietrich
- le 2e SS-Panzerkorps du SS-Oberstgruppenführer Wilhelm Bittrich
- le 74e corps (LXXIV. Armeekorps) du General der Infanterie Erich Straube
- le 86e corps (LXXXVI. Armeekorps) du General der Infanterie Hans von Obstfelder

Lors du débarquement en Normandie, en juin 1944, le 5e Groupe blindé Ouest reçoit le premier choc sur la partie Est du front face aux Britanniques.
Quatre jours après le débarquement, les Britanniques, qui avaient eu connaissance en décryptant une communication allemande du nouvel emplacement du QG du Groupe blindé Ouest à La Caine, au sud-ouest de Caen, y menèrent un raid aérien réussi d'une centaine d'avions, tuant de nombreux officiers dont le chef d'état-major, le Generalmajor Sigismund-Helmut von Dawans (en), blessant le général Schweppenburg, détruisant véhicules et matériels de communication. Ce raid désorganisa considérablement le contrôle allemand de l'arme blindée à un moment important.
La 5. Panzerarmee lutta contre les Alliés durant toute la bataille de Normandie et subit de lourdes pertes. Beaucoup de divisions, alors sous le commandement du général Heinrich Eberbach, furent piégées dans la poche de Falaise du 12 au 21 août 1944. Après que des éléments purent s'échapper de Falaise, la 5. Panzerarmee se retira vers la frontière allemande.

### Retraite – Ardennes
Après la fin de la bataille de Normandie, la 5. Panzerarmee se retira vers la Lorraine où elle mena de durs combats pour retarder l'avancée fulgurante de la 3e armée américaine de Patton. Elle fut ensuite placée en réserve dans la région d'Aix-la-Chapelle au courant octobre-novembre 1944. Elle participa ensuite à l'offensive des Ardennes le 16 décembre 1944. Fer de lance de l'attaque, la 5. Panzerarmee devait couvrir le flanc sud de l'opération et s'emparer de Bastogne et de Dinant. Les errements du commandement allemand empêchèrent la prise de Bastogne, farouchement défendue par les parachutistes américains. Après l'échec de l'opération, la 5. Panzerarmee recula sous les coups de boutoir des Américains et se retrancha derrière le Rhin en février 1945, après de nouveaux combats sur la ligne Siegfried. En mars 1945, les soldats américains franchissent le Rhin à Remagen tandis que les Britanniques et les Canadiens lancent au nord l'opération Varsity. Ces deux opérations mènent à l'encerclement du groupe d'armées B du Generalfeldmarschall Model, dont dépend la 5. Panzerarmee. Commandée par le Generaloberst von Lüttwitz[réf. nécessaire], elle finit par capituler le 12 avril 1945 dans la poche de la Ruhr.

## Commandants successifs

### 5. Panzerarmee (Afrique du Nord)
- Général d'artillerie (General der Artillerie) Heinz Ziegler (3 décembre 1942 - 20 février 1943)
- Général (Generaloberst) Hans-Jürgen von Arnim (20 février 1943 - 28 février 1943)
- Général des troupes blindées (General der Panzertruppen) Gustav von Värst (28 février 1943 - 9 mai 1943 - capitulation)

### 5. Panzerarmee (France)
- General der Panzertruppen Leo Geyr von Schweppenburg (? février 1944 reformation - 10 juin 1944)
- General der Panzertruppen Heinrich Eberbach (10 juin 1944 - 29 août 1944)
- SS-Oberstgruppenführer Sepp Dietrich (29 août 1944 - 9 septembre 1944)
- General der Panzertruppen Hasso von Manteuffel (10 septembre 1944 - 8 mars 1945)
- Generaloberst Josef Harpe (9 mars 1945 - 17 avril 1945 capitulation)[réf. nécessaire]